# Aysel Teymurzadə
Aysel Məhəmməd qızı Teymurzadə (Baku, 25 aprile 1989) è una cantante azera.

## Biografia
Aysel è nata nella capitale azera Baku è la minore fra le tre figlie di un giornalista e di una professoressa universitaria. Discende dal giornalista azero Hasan bey Zardabi e la nonna materna era metà russa e metà ucraina. Ha iniziato a cantare all'età di quattro anni e ad amare il pianoforte fin dall'infanzia. Si è diplomata al Liceo di Baku e ha poi frequentato la Texas High School (Texarkana, Texas) nel 2005-2006. A pochi giorni del suo arrivo negli Stati Uniti, si è iscritta nel coro locale e ha iniziato a partecipare a concorsi per giovani cantanti. Mentre era negli Stati Uniti, Aysel ha vinto tre medaglie d'oro in concorsi svoltisi presso la South Arkansas University e presso l'Università del Texas ad Austin.  Nel gennaio 2009, si è laureata in Relazioni Internazionali presso l'Università dell'Azerbaigian.

## L'Eurovision Song Contest
Nel mese di gennaio 2009, Aysel è stata selezionata da ITV per rappresentare l'Azerbaigian all'Eurovision Song Contest 2009 a Mosca, insieme all'iraniano Arash con la canzone "Always". Aysel è diventata la prima cantante donna a rappresentare il suo paese all'Eurovision Song Contest. Il 16 maggio 2009, Aysel e Arash si sono piazzati terzi con 207 punti, tra i 25 artisti che si sono qualificati per la finale dell'Eurovision Song Contest.

## Dopo l'Eurovision Song Contest
Il 28 maggio ha annunciato di partire per un tour europeo con Arash, tenendo concerti in Svezia, Grecia e Russia. Al ritorno ha annunciato che con Arash e il suo team stava lavorando ad un album, che sarebbe stato distribuito da Sony BMG e Warner.
Ha recitato in uno spot TV per lo yogurt Danone, che è andato in onda sui canali televisivi azeri e georgiani.

## Discografia

### Singoli
- 2009 — "Always"
- 2009 — "Say Maybe"
- 2010 — "Fallin"
- 2010 — "Azerbaijan"
- 2010 — "Yanaram"
- 2010 — "Don't Let the Morning Come"
- 2010 — "San"